# André Tahon
Pour les articles homonymes, voir Tahon.
André Tahon, né le 15 août 1931 à Saint-Maur-des-Fossés et mort le 28 août 2009 à Paris, est un marionnettiste français. Il est connu pour avoir montré l'art de la marionnette dans les music-halls, au cabaret, à la télévision et dans les théâtres. 

## Biographie
Après sa formation auprès de Marcel Temporal, il fonde la compagnie des Marottes en 1950, devient professionnel en 1953 et rencontre un succès reconnu avec son personnage Papotin. En 1959, sa compagnie devient la compagnie André-Tahon et la notoriété grandit avec la télévision où il anime plusieurs séries comme Sourissimo (1969-1970) et sa marionnette chenille, Ploom, faite de plumes d'autruche, qui fait ses débuts sur la première chaîne de l'ORTF, le 19 janvier 1970, et apparaît aussi au Monte Carlo Show.
Dans les années 1970, André Tahon rencontra Musy Hafner qui devint son administratrice et s'occupa des tournées internationales. C'est grâce à elle que Tahon eu l'occasion de jouer sur de grandes scènes.   
C'était la seule compagnie privée de marionnettes qui tourna avec son propre orchestre en direct : piano, accordéon et percussions. Tahon utilisa toute la largeur de la scène derrière un paravent de la hauteur d'un homme. Ses marionnettes étaient des marottes. Au début de ses spectacles, Tahon expliquait avec humour devant le public avec une marotte dans la main, comment cela fonctionnait. Ce type de marionnette manipulée au bout d'un bâton descend en ligne directe de la marotte utilisée par les bouffons des rois.   
On ne peut aujourd'hui imaginer le succès que remportait André Tahon avec sa compagnie. Il tourna dans les pays socialistes, comme plusieurs fois en République démocratique allemande (Allemagne de l'est) devant des salles de plus de 1 000 places où il faisait à chaque fois un triomphe. Comme le fait de nos jours la Compagnie Philippe Genty. En plus de l'humour de ses spectacles, André Tahon utilisa beaucoup la danse folklorique pour animer ses marottes. La compagnie était composée en tout et pour tout de quatre manipulateurs, dont André Tahon, deux musiciens, parfois d'une chanteuse présente devant le paravent et d'un régisseur.   
Tahon était très fier de se présenter devant le public avec une vraie formation orchestrale. Il refusait toute bande sonore. Il construisait, cousait et assemblait lui-même tous les costumes de ses marionnettes.